# Richard III (film 1908)
Richard III  è un cortometraggio muto del 1908 diretto da J. Stuart Blackton e William V. Ranous. Era distribuito e conosciuto anche con il titolo Richard the Third o Richard III, a Shakespearian Tragedy.

## Trama
Trama di Moving Picture World synopsis in (EN)  su IMDb

## Produzione
Il film fu prodotto dalla Vitagraph Company of America.

## Distribuzione
Distribuito dalla General Film Company, il film - un cortometraggio in una bobina - uscì nelle sale cinematografiche statunitensi il 26 settembre 1908.
Il film venne pubblicizzato dalla Vitagraph come: "A grand reproduction of Shakespeare's sublime tragedy. A magnificent subject surpassing in every detail all previous efforts. The most powerful effusion of Shakespeare's genius, elaborately staged, gorgeously costumed and superbly acted".
Copia della pellicola viene conservata negli archivi della Library of Congress.